# Otto Stüber
Otto Stüber (* 7. April 1885 in München; † 4. März 1973 in Hamburg) war ein deutscher Gold- und Silberschmied.

## Leben
Otto Stüber absolvierte eine Ausbildung bei Fritz von Miller in München. Anschließend ging er nach Hamburg, wo er von 1908 bis 1910 in der Werkstatt des Senatsgoldschmieds Alexander Schönauer arbeitete. Gemeinsam mit Christoph Kay betrieb er von 1910 bis 1920 eine Werkstatt mit Sitz in der Anckelmannstraße. Später hatte er eine eigene Werkstatt, die seit 1926 in der Straße Graskeller zu finden war. Das Gebäude wurde während des Zweiten Weltkriegs 1943 zerstört. Von 1946 bis 1960 unterhielt er eine Werkstatt in Hamburg-Duvenstedt. Seine 1924 geborene Tochter Brigitte (verheiratete Klosowski) lernte bei ihm in seiner Werkstatt und führte das Gold- und Silberschmiede-Handwerk weiter. Inzwischen hat ihr Sohn Arnd Kai Klosowski die Werkstatt übernommen.
Otto Stüber starb Anfang März 1973 in Hamburg.

## Werke
Otto Stüber fertigte Schmuck und Tafelgerät an. Dafür verwendete er zumeist Silber, mitunter auch Gold. In den 1920er und 1930er Jahren schuf er auch Stücke aus Kupfer und Messing und gelegentlich Neusilber. Bei seinen Schmuckstücken sind nur wenige, akzentuierende Steine zu finden. Das Hauptwerk Stübers bilden Halsketten, Anhänger, Broschen, Ringe und Ohrschmuck. Eine Besonderheit waren Ketten für die Dekane der Hamburger Universität nach Entwürfen von Carl Otto Czeschka, die Anfang der 1920 entstanden. Als Silberschmied erstellte Stüber Kaffee- und Teeservice, Tabletts, Schalen, Dosen, Kannen, Becher und Bestecke. Zudem fertigte er liturgische Gegenstände sowie Beleuchtungskörper. Für den Hamburger Senat erstellte er Sport- und Ehrenauszeichnungen. Gelegentlich formte er auch bildhauerische Figuren.
Bei Stübers Werken sind mehrere Stilphasen zu finden. Die bis ungefähr 1915 erstellten Gegenstände erinnern an skandinavisches Silber. Werke der frühen 1920er Jahre gestaltete Stüber im Stil der Wiener Werkstätte und des Art déco. In diesem Zeitraum verwendete er mehrfach Entwürfe von Carl Otto Czeschka und Anton Kling. Ab 1926 erstellte Werke zeigen Einflüsse der Neuen Sachlichkeit. Stüber schuf geometrische Grundformen und reduzierte die Anzahl der Bearbeitungen. Er wiederholte und addierte gleiche Elemente, wodurch die Schmuckgegenstände für diese Zeit ungewöhnlich streng wirken. Nach Ende des Zweiten Weltkriegs griff Stüber auf Stilelemente der Vorkriegszeit zurück. Hier sind vermehrt Stücke zu finden, die an skandinavischen Schmuck erinnern.
1914 nahm Stüber an der Kölner-Werkbund-Ausstellung teil. Ansonsten stellte er selten überregional aus. An den Weihnachtsmessen des Museums für Kunst und Gewerbe Hamburg beteiligte er sich über viele Jahre. In diesem Museum werden heute viele der Werke des Künstlers aufbewahrt. Zahlreiche von Otto Stüber geschaffene Gegenstände sind in Privatbesitz.